# Mercenário (Marvel Comics)
O Mercenário (Bullseye em inglês) é um personagem da Marvel Comics. Ele foi criado por Marv Wolfman e John Romita e desenhado por Bob Brown na sua primeira aparição, em Demolidor #131 (março 1976).
O Mercenário é um piscopata que trabalha para o Rei do crime sendo um dos inimigos mais perigosos do Demolidor e do Justiceiro.Mas, às vezes, usa as oportunidades oferecidas por seu trabalho para exercer sua homicida vingança pessoal contra o Demolidor. Suas origens são desconhecidas. Ele tem usado o nome de "Benjamin Poindexter" em diversas ocasiões, mas existem situações em que seu nome é dado como "Lester". Na minisérie Bullseye: Greatest Hits (2004). que apresentou uma passagem de seu passado, foi revelado posteriormente que vários fatos foram forjados, provavelmente pelo próprio Mercenário. Nesta série, ele usava o nome de "Leonard".
Mercenário ficou em evidência quando Frank Miller assumiu a série do Demolidor nos anos 80. Nessas aventuras, o feito mais marcante do vilão foi o assassinato de Elektra, que ocupou seu lugar como assassina particular do Rei do Crime enquanto o Mercenário estava afastado por problemas de saúde.
Numa série de histórias em quadrinhos lançadas em 1998-1999, escrita pelo cineasta Kevin Smith ("Demolidor:Diabo da Guarda"), o Mercenário assassina outra namorada do herói: Karen Page.
Chegou a integrar uma versão contestada dos Thunderbolts, durante a Guerra Civil; posteriormente, atuou como impostor do Gavião Arqueiro, na saga Reinado Sombrio. Atualmente, está morto.
No cinema, o Mercenário foi interpretado pelo ator Colin Farrell no filme do Demolidor de 2003.
Em 2018, o personagem foi interpretado pelo ator Wilson Bethel na 3° temporada da série de mesmo nome exibida pela Netflix.

## Biografia
Não se sabe muito sobre o homem chamado Mercenário. Apenas que ele provavelmente botou fogo na casa onde ele e seu irmão moravam para tentar matar o pai deles.
Antes de se tornar o personagem que conhecemos, o Mercenário tentou usar suas habilidades para entrar na Liga de Baseball, mas ele era muito egoísta e sádico. De acordo com ele próprio, ele cresceu entediado e irritado com a vida que tinha, e no último minuto do jogo, ele jogou a bola no batedor, matando-o. Mercenário encontrou sua verdadeira vocação trabalhando na Agência de Segurança Nacional dos Estados Unidos, e após isso passou a trabalhar como mercenário.
Ele viveu um tempo na África e na Nicarágua, onde entrou em conflito com o Justiceiro e trabalhou ao lado de Deadpool.
Mercenário começou a ser conhecido ao realizar uma série de assassinatos entre outras coisas em Nova York. Ele enfrentou o Demolidor e o derrotou, contudo o herói conseguiu rastreá-lo e o derrota. 
Mais tarde ele é contratado para assassinar o advogado Matt Murdock, a identidade secreta do Demolidor, mas é derrotado pelo próprio. Mercenário começou a acreditar que sua reputação estava em ruína e jurou vingança. Nisso se sucedem vários confrontos entre os dois. Mercenário é declarado insano devido a um tumor cerebral que o estava fazendo ter alucinações, fazendo-o acreditar que todo mundo era o Demolidor. Após outro confronto com o herói, o tumor é removido.
Ao ser contratado para matar o Rei do Crime, Mercenário recebe uma oferta maior do próprio e começa a trabalhar para ele. No entanto, depois de retornar da cadeia, Mercenário fica furioso ao saber que o Rei do Crime escolheu Elektra para matar o Demolidor ao invés dele. Ele a enfrenta e a mata usando uma carta de baralho e adaga dela. Após saber que ele matou sua namorada, Demolidor enfrenta o Mercenário num arranha-céu de Nova York, onde durante a batalha, o Mercenário cai do prédio, supostamente morrendo. Na verdade, ele sobrevive mas sua coluna fica quebrada por causa da queda, deixando-o paralisado. Com a ajuda de um lorde criminoso do Japão, Mercenário se recupera quando injetam adamantium em seus ossos.
Por um tempo, Mercenário passa a acreditar que ele próprio é o Demolidor. Para resolver a situação, Matt usa o uniforme do Mercenário e o enfrenta. Após ser derrotado, ele se lembra de quem ele realmente é.
Quando Mystério contrata Mercenário, ele mata outro interesse amoroso do Demolidor, Karen Page. Mais tarde, quando a identidade do Demolidor é revelada, tenta matar novamente Matt e sua nova namorada, Milla Donovan, mas ele o derrota e usa uma pedra para cravar um alvo na testa do Mercenário.
Durante a Guerra Civil, Norman Osborn coloca o Mercenário na nova formação dos Thunderbolts. Suas missões envolviam capturar heróis não registrados ou até matá-los.

### Reinado Sombrio
Após ter auxiliado na vitória contra os Skrulls, Norman ganha a simpatia do governo e da população. Nisso ele cria os seus Vingadores Sombrios, colocando o Mercenário como o Gavião Arqueiro Sombrio. No entanto suas ações continuavam gerando mortes.
Quando os Vingadores Sombrios enfrentam uma armadura Hulkbuster (armadura criada por Tony Stark para combater o Hulk), o Gavião Arqueiro derrota a armadura matando o piloto que estava dentro. O robô cai do prédio matando 36 pessoas! Após receber uma repressão de Norman, o Gavião Arqueiro sai pelas ruas e encontra uma mulher sendo atacada por três homens. Ele a salva matando os três e em seguida a mata também. No entanto, um grupo de reportagem estava filmando o que tinha acontecido. Irritado, ele atira uma flecha no helicóptero explodindo-o.
Norman depois dá a ordem para Gavião Arqueiro matar o Demolidor, que se tornou o novo líder do Tentáculo. Os dois se enfrentam e o Gavião Arqueiro deixa mais de 100 pessoas presas em um prédio com uma bomba. Ao invés de salvá-las, o Demolidor continua enfrentando seu inimigo. O prédio explode com as pessoas dentro, para a decepção do Demolidor.

### O Cerco
Durante a saga, as ações do Gavião Arqueiro passam dos limites. Após a batalha em Asgard, os Vingadores Sombrios são separados e Mercenário é capturado. Conseguiu fugir, matando seus carcereiros. Voltou, então, à Cozinha do Inferno (Hell's Kitchen, bairro convertido em Terra das Sombras), para, uma vez mais, desafiar e tentar matar o Demolidor. Entretanto, ele não esperava o que iria enfrentar: um Homem Sem Medo possuído pela aura maligna do clã de ninjas assassinos, que, após desarmá-lo, inflige múltiplos e dolorosos traumatismos em "Lester", para depois empalar o vilão com um de seus próprios punhais. 

## Poderes e Habilidades
O Mercenário não possui nenhum poder sobre-humano, mas é capaz de usar praticamente qualquer objeto como uma arma letal, seja armas como shurikens e sais ou objetos aparentemente inofensivos como cartas de baralho, clipes de papel, palitos de dente, lápis entre outros. Além de ser um excelente artista marcial, acrobata e esgrimista, a maior habilidade do Mercenário é sua mira perfeita. Sua excepicional pontaria procede de anos de treinamento, embora há quem acredite que a habilidade venha a ser um de seus poderes. Sua classificação ainda é desconhecida, mas está no nível de super-humano. 
Teve o esqueleto revestido de 'adamantium'. Na história que conta a morte de Demolidor, comete suicídio atirando na parede, aonde, a bala ricocheteia e atinge seu crânio em cheio.

## Em Outras Mídias

### Televisão

#### Universo Marvel Cinematográfico
- Na série da Marvel em parceria com a Netflix, Demolidor, o personagem foi vivido por Wilson Bethel e é um dos principais vilões da terceira temporada, junto à Wilson Fisk (Rei do Crime), que o contrata como impostor do Demolidor para difamar sua reputação. Embora o personagem esteja presente na série com sua identidade civil de Benjamin Pointdexter, ele não chega a se tornar o Mercenário trajando o uniforme preto e branco como nos quadrinhos porém preto e branco são cores notáveis no apartamento dele.
- Em 2025 ele retorna as telas na série Demolidor: Renascido da Disney+, dando continuidade ao personagem da versão da Netflix.

### Cinema
- No filme Demolidor - O Homem Sem Medo de 2003, Mercenário, interpretado pelo ator Colin Farrell, é um assassino irlandês contratado pelo Rei do Crime (Michael Clarke Duncan) para matar a família Natchios. Quando ele cruza com o Demolidor (Ben Affleck), ele tenta matá-lo, mas pela primeira vez em sua vida erra o alvo, o que faz ele querer matar o Demolidor de graça. Ele vai atrás de Elektra (Jennifer Garner) e a mata do mesmo jeito que ocorre nos quadrinhos. Depois ele e o Demolidor se enfrentam numa igreja. Após derrotá-lo, o herói o arremessa da janela em direção ao carro do repórter Ben Urich. Em uma cena pós-créditos, o Mercenário é mostrado estando em um quarto de hospital com vários ossos fraturados, matando uma mosca com uma agulha de seringa arremessada por ele.

### Videogames
- Mercenário aparece como vilão no jogo do Justiceiro para Playstation 2.
- Ele aparece como vilão também no jogo Marvel: Ultimate Alliance.
- Presente nos jogos para mobile: Marvel Future Fight, Marvel Striker Force, Marvel Torneio de Campeões, entre outros.
- Ele aparece no jogo Lego Marvel Super Heroes como um personagem desbloqueável